# Stol (Babušnica)
Stol (cirill betűkkel Стол) egy falu Szerbiában, a Piroti körzetben, a Babušnicai községben.

## Népesség
1948-ban 939, 1953-ban 934, 1961-ben 858, 1971-ben 745, 1981-ben 584,1991-ben 455, 2002-ben pedig 347 lakosa volt, akik közül 340 szerb (97,98%), 4 cigány, 1 orosz, 2 ismeretlen.